# 大宝寺政氏
大宝寺 政氏（だいほうじ まさうじ）は、室町時代後期の武士。大宝寺氏12代当主。羽黒山別当。武藤政氏とも呼ばれる。

## 略歴
大宝寺健氏の子として誕生。8代将軍・足利義政より偏諱を受け「政氏」を名乗った。
文明4年（1472年）、家督を相続すると政所執事・伊勢貞宗に鳥目千疋（銭10貫文）、馬二疋、鴾毛（ときげ）印両目結荏を贈り、返礼として大刀一振国宗作、刀一腰金作、茶碗青磁、桂漿箱、紅花、茶、筑紫弓などを受けている。また、貞宗は同日付で土佐林宮内少輔にも書状を送り、去年約束の馬三疋が到着したことに礼を述べ、香箱、槙盆、花瓶、香炉、虎皮、燧（ひうち）袋、扇子などを送っている。
勢力拡大途上にあった政氏は被官化していた土佐林氏より羽黒山の別当職を譲り受け、羽黒山の宗教勢力を駆りながら徐々にその影響力を強めていくことに成功する。また、飽海郡代の砂越氏と徐々に対立を深め、砂越氏当主砂越氏雄が幕府より信濃守に任官されると、それに対抗して従五位下・右京大夫を拝命した。
死後、家督は子・澄氏が継いだ。